# Buffy (álbum)
Buffy es el décimo álbum de estudio de la cantante estadounidense Buffy Sainte-Marie. Fue publicado en febrero de 1974 a través de MCA Records.

## Recepción de la crítica
Un escritor no especificado de la revista Cash Box escribió: “El álbum es una excursión al mundo especial de Buffy, lleno de experiencias increíbles resaltadas en la canción por su voz única y una excelente producción del genio de Nashville, Norbert Putnam”. Un escritor no especificado de la revista Billboard describió «Sweet Little Vera» como “el esfuerzo más comercial [del álbum] en términos de arreglo, instrumentación y letra simplista”.

## Rendimiento comercial
La revista Billboard informó en la semana del 9 de marzo que Buffy fue una selección en radio FM, con emisión en WNEW-FM, una de las principales estaciones progresivas de los Estados Unidos. La semana siguiente fue una selección de acción en radio FM en otras tres estaciones líder: WOWI-FM, KBPI-FM y CHUM-FM.

## Relanzamiento
En 2010, Gypsy Boy Music reeditó el álbum en CD junto con Changing Woman (1975) y Sweet America (1976) en el álbum recopilatorio, The Pathfinder: Buried Treasures – The Mid-70's Recordings.

## Lista de canciones
Todas las canciones escritas y compuestas por Buffy Sainte-Marie, excepto donde esta anotado. 
| Lado uno |                                              |          |  |
| N.º      | Título                                       | Duración |  |
| 1.       | «Can't Believe the Feeling When You're Gone» | 3:05     |  |
| 2.       | «I've Really Fallen for You»                 | 3:01     |  |
| 3.       | «Sweet Little Vera»                          | 4:53     |  |
| 4.       | «Star Boy»                                   | 5:21     |  |

| Lado dos |                                                       |          |  |
| N.º      | Título                                                | Duración |  |
| 1.       | «Sweet, Fast Hooker Blues»                            | 2:08     |  |
| 2.       | «Generation»                                          | 3:00     |  |
| 3.       | «Hey! Baby Howdja Do Me This Way?»                    | 3:44     |  |
| 4.       | «I Can't Take It No More» (Norbert Putnam, John Reid) | 3:06     |  |
| 5.       | «Waves»                                               | 3:21     |  |
| 6.       | «That's the Way You Fall in Love»                     | 2:51     |  |

## Posicionamiento
| Gráfica (1974)                                  | Pico de posición |
| ----------------------------------------------- | ---------------- |
| Estados Unidos (Cash Box Top 100 Albums Cont'd) | 164              |